# John Johansson i Stockholm
John Theodor Johansson, född 12 juni 1872 i Kalmar slottsförsamling, död 27 februari 1960 i Adolf Fredriks församling, Stockholm, var en svensk fackföreningsordförande och riksdagspolitiker.
Johansson redaktör för tidningen Järnarbetaren 1907-1911 och var senare ordförande i Järn och metallindustriarbetarförbundet. Han var också VD för AB Radius 1913-1960. Han var ledamot av riksdagens andra kammare 1909-1911, invald i Stockholms stads femte valkrets.